# Asami Konno
Asami Konno (in lingua giapponese 紺野あさ美; Toyohira-ku, 7 maggio 1987) è una conduttrice televisiva e cantante giapponese.

## Carriera
Nel 2001 è entrata a far parte come membro della quinta generazione del gruppo pop Morning Musume, in cui è rimasta fino al 2006.
Nel 2010 ha debuttato da conduttrice televisiva per TV Tokyo.